# Kindbergia kenyae
Kindbergia kenyae är en bladmossart som beskrevs av O'shea och Ryszard Ochyra 2000. Kindbergia kenyae ingår i släktet Kindbergia och familjen Brachytheciaceae. Inga underarter finns listade i Catalogue of Life.